# 福井敬
福井 敬（ふくい けい、1962年11月4日 - ）は、日本のテノール歌手、音楽教育者である。

## 経歴
岩手県水沢市（現･奥州市）出身。岩手県立水沢高等学校卒業。
国立音楽大学声楽科卒業、矢田部賞を受賞。同大学大学院を修了。二期会オペラスタジオ修了（修了時に優秀賞、川崎静子賞を受賞）。文化庁オペラ研修所第7期生修了。1990・1994年文化庁派遣芸術家在外研修員等によりイタリアに留学。
1992年、二期会オペラ プッチーニ『ラ・ボエーム』のロドルフォでデビュー後、プッチーニ『蝶々夫人』、ヨハン・シュトラウス2世『こうもり』やモーツァルトの諸作品など、多くのオペラにプリモ・テノールとして出演。1997年の新国立劇場開場記念公演ワーグナー『ローエングリン』ではタイトル・ロールに抜擢されている。とりわけプッチーニ『トゥーランドット』のカラフ王子は当たり役として名高い。オペラ出演回数は、2025年4月現在、昭和音楽大学オペラ研究所の記録だけでも110回にのぼる。
コンサートでも小澤征爾指揮水戸室内管弦楽団第100回記念定期演奏会の他、ズービン・メータ指揮ウィーン・フィルと共演する等、国際的評価を得ている。またオリジナリティ溢れるリサイタルにおいても彼の世界観に多くの人が共感し続けている。
伯田好史、布施隆治、平野忠彦、V・ボッローニの各氏に師事。
2025年現在、二期会会員。東京藝術大学非常勤講師。国立音楽大学専任講師、准教授を経て教授。

## 受賞歴
- 1989年 イタリア声楽コンコルソ ミラノ大賞（1位）[2]
- 1992年 ジロー・オペラ賞新人賞
- 1993年 五島記念文化賞オペラ新人賞
- 1994年 芸術選奨新人賞
- 2003年 エクソンモービル音楽賞
- 2015年 芸術選奨文部科学大臣賞

## CD
- 君を愛す 福井敬 2006/12/13
- 愛は力 alan×福井敬 2011/1/1
- 悲しくなったときは-福井敬 日本を歌う 2011/2/9
- 飯守泰次郎 (指揮) 東京シティ・フィルハーモニック管弦楽団 ベートーヴェン: 交響曲全集 (マルケヴィチ版) 2012/4/4
- 浜圭介 金子みすゞ 歌曲集 佐渡裕 佐藤しのぶ 佐野成宏 福井敬 波多野睦美 福島明也 2013/4/24
- この道-福井敬、故郷を歌う 福井敬 2014/11/12
- ジェイムズ・デプリースト (指揮) 東京都交響楽団 ベートーヴェン交響曲第9番 2016/9/30
- 六騎 ~こころを歌う 福井敬 2017/11/22
- アマリッリ麗し 福井敬 アントネッロ 濱田芳通 2017/12/8
- 久石譲 (指揮) ナガノ・チェンバー・オーケストラ ベートーヴェン交響曲第9番 2019/1/23
- 朝は薔薇色に輝き 福井敬, 現田茂夫 (指揮) 京都市交響楽団 2021/4/28
- 宮澤賢治 歌曲全集「イーハトーヴ歌曲集」 / 福井敬 (Kenji Miyazawa: The complete songs / Kei Fukui) 福井敬 谷池重紬子 2022/5/10
- 小澤征爾 (指揮) 水戸室内管弦楽団 ベートーヴェン交響曲第9番 三宅理恵 藤村実穂子 福井敬 マルクス 2023/4/4
- 小泉和裕 (指揮) 日本センチュリー交響楽団 リスト: ファウスト交響曲 福井敬 ザ・カレッジ・オペラハウス合唱団 びわ湖ホール 2023/4/4
- 尾高忠明 (指揮) ベートーヴェン交響曲全集 札幌交響楽団 澤畑恵美 竹本節子 福井敬 福島明也 2024/2/7
- 愛を抱いて 福井敬 谷池重紬子 2024/3/6
- 松本隆 日本語詩 シューベルト 歌曲集美しき水車小屋の娘 ハイブリッド SACD CD 福井敬 横山幸雄 2024/6/12

## TV出演（NHKニューイヤーオペラコンサート）
- 1998年1月3日 第41回NHKニューイヤーオペラコンサート[11]
- 1999年1月3日 第42回NHKニューイヤーオペラコンサート
- 2000年1月3日 第43回NHKニューイヤーオペラコンサート
- 2001年1月3日 第44回NHKニューイヤーオペラコンサート
- 2002年1月3日 第45回NHKニューイヤーオペラコンサート
- 2003年1月3日 第46回NHKニューイヤーオペラコンサート
- 2006年1月3日 第49回NHKニューイヤーオペラコンサート
- 2007年1月3日 第50回NHKニューイヤーオペラコンサート
- 2008年1月3日 第51回NHKニューイヤーオペラコンサート
- 2009年1月3日 第52回NHKニューイヤーオペラコンサート
- 2010年1月3日 第53回NHKニューイヤーオペラコンサート
- 2011年1月3日 第54回NHKニューイヤーオペラコンサート
- 2012年1月3日 第55回NHKニューイヤーオペラコンサート
- 2013年1月3日 第56回NHKニューイヤーオペラコンサート
- 2014年1月3日 第57回NHKニューイヤーオペラコンサート
- 2015年1月3日 第58回NHKニューイヤーオペラコンサート
- 2016年1月3日 第59回NHKニューイヤーオペラコンサート
- 2017年1月3日 第60回NHKニューイヤーオペラコンサート
- 2018年1月3日 第61回NHKニューイヤーオペラコンサート
- 2019年1月3日 第62回NHKニューイヤーオペラコンサート
- 2020年1月3日 第63回NHKニューイヤーオペラコンサート
- 2021年1月3日 第64回NHKニューイヤーオペラコンサート
- 2022年1月3日 NHKニューイヤーオペラコンサート特別編
- 2023年1月3日 第65回NHKニューイヤーオペラコンサート
- 2024年1月3日 第66回NHKニューイヤーオペラコンサート
- 2025年1月3日 第67回NHKニューイヤーオペラコンサート